# HK 95 Považská Bystrica
HK 95 Powaska Bystrzyca (słow. HK 95 Považská Bystrica) – słowacki klub hokejowy z siedzibą w Powaskiej Bystrzycy.

## Dotychczasowe nazwy
- 1938 – AC Považská Bystrica
- 1973 – ZVL Považská Bystrica
- 1995 – HK 95 Považská Bystrica

## Sukcesy
- Mistrzostwo 2. ligi: 2001

## Zawodnicy
W klubie występowali Miroslav Zaťko, Richard Šafárik, Tomáš Záborský, Vladislav Baláž, Andrej Kollár, Vladimír Urban, Juraj Mikuš.
Trenerem bramkarzy jest obecnie Roman Mega.